# Bodianus bimaculatus
Bodianus bimaculatus är en fiskart som beskrevs av Allen, 1973. Bodianus bimaculatus ingår i släktet Bodianus och familjen läppfiskar. IUCN kategoriserar arten globalt som livskraftig. Inga underarter finns listade.

## Bildgalleri

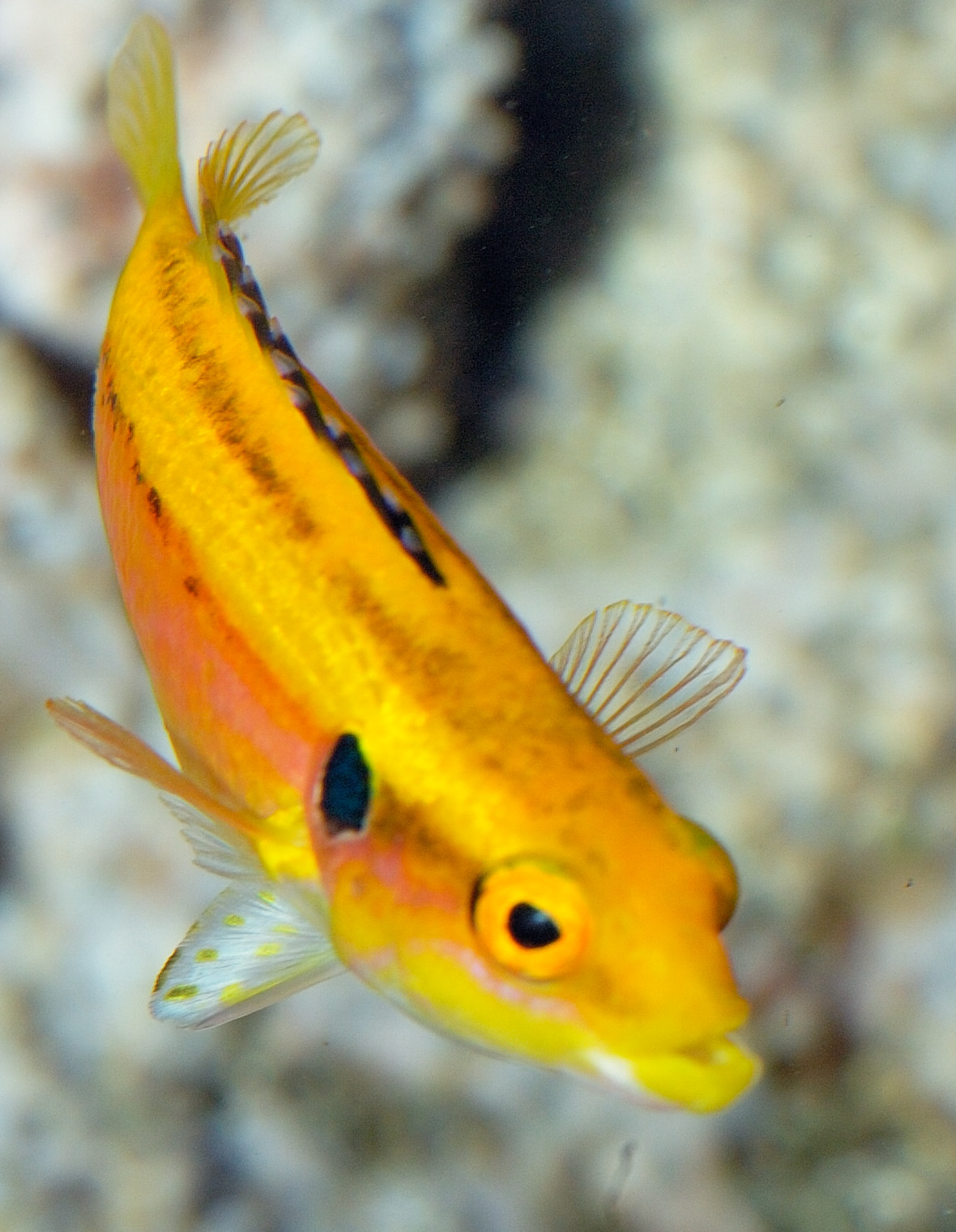